# アイコナ・ポップ
Icona Pop（アイコナ・ポップ）は、2009年にスウェーデンのストックホルムにて結成された二人組の歌手。キャロライン・ヒェルトとアイノ・ジャウォによって構成されている。

## 経歴

### 結成
キャロラインとアイノは2009年2月にパーティーで出会い、デュオを結成した。その4週間後には初ライブに向けて楽曲を書き始めたという。

### 2012年 - 2014年

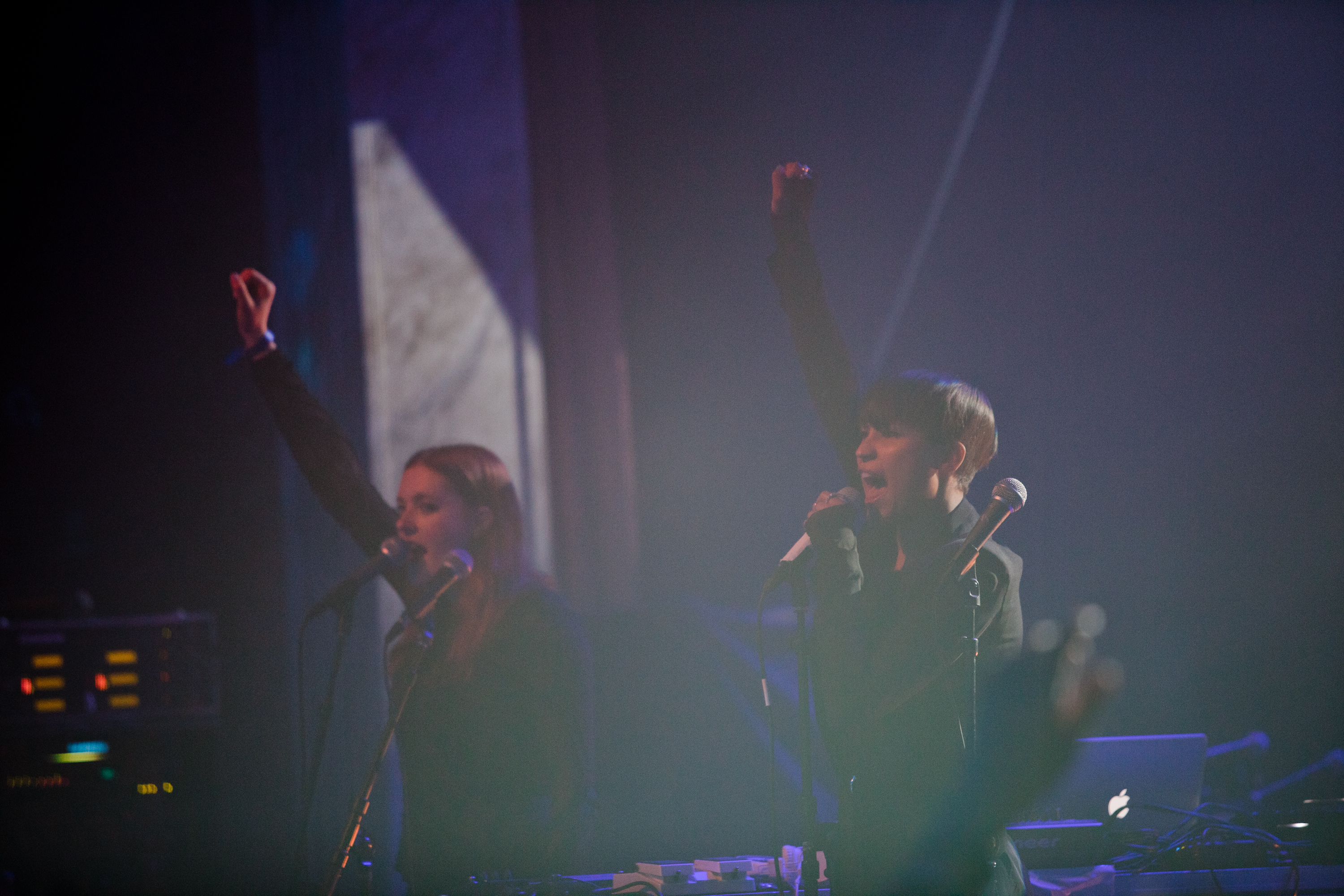
2012年、「ピース＆ラブ」にて

2012年5月、シングル「アイ・ラブ・イット」を発売し、8月にはEP「アイコニック」を発売、11月にはアルバム「アイコナ・ポップ」を発売した。
全ての作品がスウェーデンのチャート上にランクインした他、「アイ・ラブ・イット」はアメリカ合衆国で7位、「アイコニック」も171位を記録した。
また、「アイ・ラブ・イット」には数々のタイアップがあり、日本でもSamsung Galaxy S4などのCMソングになった。
2013年6月にシングル「ガールフレンド」、7月に「オール・ナイト」を発売、また、9月には「ディス・イズ...アイコナ・ポップ」が発売、アメリカ・イギリス・スペインなどのアルバムチャートでランクイン。
その後、マイリー・サイラスやケイティー・ペリー、ワン・ダイレクションなど、多くのトップアーティストのツアーのサポートを経て、約一年ぶりの新曲「ゲット・ロスト」を発表、本国スウェーデンのチャートで58位を記録。

### 2015年 - 現在
2015年に入ると、同郷スウェーデンの人気歌手エリック・ハッスルを客演に迎えた「エマージェンシー」をリリースすると、スウェーデンチャートで最高位19位を記録しプラチナム認定、また、アメリカのビルボード・ダンスチャートでは「オール・ナイト」に続き二度目の1位を獲得しスマッシュヒットとなった。この曲は後にその挿入歌でも有名な人気ゲームソフト「FIFA 16」の中で使用された。
2016年にはスウェーデンのグラミー賞と言われるグラミスの開会式で新曲「サムワン・フー・キャン・ダンス」を同じくスウェーデンの人気歌手でありレーベルメイトのザラ・ラーソンとエリファントと共にパフォーマンスした。

## ディスコグラフィー

### アルバム

#### スタジオアルバム
| タイトル             | アルバム詳細                                                                           | チャート最高位 | チャート最高位 | チャート最高位 | チャート最高位 | チャート最高位 | チャート最高位 | チャート最高位 | チャート最高位 |
| タイトル             | アルバム詳細                                                                           | SWE            | AUS            | FRA            | GER            | IRE            | SWI            | UK             | US             |
| -------------------- | -------------------------------------------------------------------------------------- | -------------- | -------------- | -------------- | -------------- | -------------- | -------------- | -------------- | -------------- |
| Icona Pop            | - 発売日: 2012年11月14日 - レーベル: TEN Music - 形態: CD, 音楽配信, レコード          | 55             | -              | -              | -              | -              | -              | -              | -              |
| This Is... Icona Pop | - 発売日: 2013年9月20日 - レーベル: TEN Music, Big Beat - 形態: CD, 音楽配信, レコード | -              | 62             | 185            | 99             | 65             | 46             | 86             | 36             |

### EP
| タイトル                             | EP詳細                                                                             |
| ------------------------------------ | ---------------------------------------------------------------------------------- |
| Nights Like This                     | - Released: 2011年10月10日 - Label: TEN - Formats: CD, 音楽配信                    |
| Iconic                               | - Released: 2012年8月1日 - Label: TEN, Big Beat - Formats: CD, 音楽配信            |
| Emergency                            | - Released: 2015年7月17日 - Label: TEN, Atlantic, Big Beat - Formats: CD, 音楽配信 |
| Så mycket bättre 2017 – Tolkningarna | - Released: 2017年12月29日 - Label: TEN - Formats: 音楽配信                        |

### シングル
- Manners (2011年)
- I Love It (feat. Charli XCX) (2012年)
- We Got the World (2012年)
- Girlfriend (2013年)
- All Night (2013年)
- Just Another Night (2014年)
- Get Lost (2014年)
- Emergency (2015年)
- Someone Who Can Dance (2016年)
- Brightside (2016年)
- Girls Girls（2017年）
- Det måste gå（2017年）
- They're Building Walls Around Us（2017年）
- Not Too Young（2017年）
- Hearts in the Air（2017年）
- Rhythm in My Blood（2018年）
- Next Mistake（2019年）
- Right Time (Hayden James with Icona Pop)（2020年）
- Feels in My Body（2020年）